# Canal 12 (Israel)
Keshet 12 (em hebraico: קשת 12), também chamado de Canal 12 (em hebraico: ערוץ 12; romaniz.: arutz 12), é um canal de televisão comercial aberto israelense, de propriedade do Keshet Media Group [en]. Foi lançado em 1º de novembro de 2017 como um dos dois substitutos do antigo Canal 2 [en].

## História
A história da transmissão televisiva em Israel teve um marco significativo em 4 de novembro de 1993, com o lançamento do Canal 2 [en], operado por três concessionárias (Keshet [en], Reshet [en] e Telad [en]). Keshet destacou-se rapidamente, dominando as audiências com programas como Eretz Nehederet e Big Brother, enquanto o Canal 1 [en] perdia espaço. Em 2005, o Canal 2 reduziu-se a duas concessionárias (Keshet e Reshet), e em 2017, após reformas regulatórias, foi extinto, dando lugar aos canais independentes 12 (Keshet) e 13 [en] (Reshet). A Keshet manteve liderança de audiência mesmo após as mudanças, consolidando-se como força dominante na TV israelense, com inovações como transmissões em HD e a criação de um departamento autônomo para o Canal 12 em 2020. A empresa, controlada pela família Wertheim (dona da Coca-Cola Israel), também expandiu sua atuação para produção de notícias e conteúdo digital.